# Пресль, Ян Сватоплук
Ян Сватоплук Пресль (чеш. Jan Svatopluk Presl; 4 сентября 1791, Прага, — 6 апреля 1849, там же) — чешский ботаник, зоолог, химик и минералог. 
Один из основателей пражского Национального музея и культурно-просветительского общества «Матица чешская». Брат другого известного ботаника Карела Пресля (1794—1852). Чешское ботаническое общество назвало в честь братьев свой журнал Preslia (основан в 1914).
Один из первых членов Венской Императорской академии наук (1847).

## Главный труд
- O přirozenosti rostlin aneb rostlinář, obsahugjcj popsánj a wyobrazenj rostlin podlé řádů přirozených zpořádané … / wydán Bedřichem Wšejmjrem hrabětem z Berchtoldu a Janem Swatoplukem Preslem. Jos. Kaus,Prague 1823.

## Растения, описанные Яном Преслем
- Французский райграс Anerratherum elatius (L.) P.Beauv. ex J.Presl et C.Presl
- Spigeliaceae Bercht. et J.Presl
- Камфорное дерево Cinnamomum camphora J.Presl